# 20335 Charmartell
20335 Charmartell è un asteroide della fascia principale. Scoperto nel 1998, presenta un'orbita caratterizzata da un semiasse maggiore pari a 2,5109860 UA e da un'eccentricità di 0,0247237, inclinata di 2,84215° rispetto all'eclittica.